# Biblioteca Irlandese Principessa Grace
La Biblioteca Irlandese Principessa Grace (in lingua inglese Princess Grace Iirish Library)  è una biblioteca situata nel Principato di Monaco. Si trova nel ex Hôtel Particulier del conte Félix Gastaldi, nei pressi del Palazzo sulla Rocca di Monaco.

## Storia
La biblioteca, co-fondata dallo scrittore Anthony Burgess, è stata inaugurata il 20 novembre 1984 dal Principe Ranieri III°di Monaco come tributo alla moglie, la Principessa Grace Kelly, di origine irlandese. La biblioteca è sotto l'egida della Fondation Princesse Grace.

## Collezione
Fiore all'occhiello della Biblioteca è la collezione personale di libri irlandesi della Principessa Grace e la raccolta di spartiti irlandese-americano. Molti dei volumi facevano parte della libreria del diplomatico irlandese e conte Gerald Edward O'Kelly de Gallach (1890-1968), acquistata dalla Principessa Grace nel 1970. Vi sono anche libri del 1961, scritti al Principe e alla Principessa del presidente irlandese Éamon de Valera. Nel 1978, la Principessa Grace ha acquisito la collezione completa degli spartiti di musica irlandesi-americani raccolti tra il 1932 e il 1954 da Michael E O'Donnell di Philadelphia. Dal momento dell'inaugurazione della Biblioteca, sono stati acquistati o donati da benefattori o visitatori, circa 10.000 libri, tra cui opere della rinascita letteraria irlandese (1892-1922) ed un'eccellente selezione di scritti contemporanei, dei quali, molti, autografati. Sempre nella stessa biblioteca si possono trovare numerosi libri antichi : i principali sono i volumi gli Annali dei Quattro Maestri (1841- 1845 ) e a seguire, una copia moderna del Libro di Kells, opere di James Joyce, tra cui le prime edizioni in inglese e francese dell'Ulisse, ed un raro atlante dell'Irlanda del XVII secolo, con testo in lingua spagnola.
I visitatori possono ammirare un ritratto della Principessa Grace di Mohamed Drisi, i dipinti di Jack Yeats, Louis le Brocquy, Jack Murray e Claire D'Arcy, teste in bronzo di Oscar Wilde, William Butler Yeats e dello scultore olandese, Kees Verkade, creatore e disegnatore del logo della Biblioteca, e una magnifica statua d'argento spagnola del XIX secolo della Vergine Maria, una volta di proprietà della famiglia De Valera.

## Borsa di studio
In collaborazione con il Fondo d'Irlanda della città di Monaco, sono state istituite delle borse di studio per consentire agli scrittori e agli studiosi di letteratura, nati o residente in Irlanda, di essere ospitati, per realizzare un progetto, per un periodo di un mese, presso la Biblioteca. Borse di studio sono disponibili in primavera e in autunno.